# Бєлих Анатолій Іванович
Бєли́х Анато́лій Іва́нович (нар. 19 жовтня 1930, Луганове, СРСР — пом. 9 травня 2009, Рівне, Україна) — радянський військовик, полковник, начальник військ зв'язку 13-ї загальновійськової армії (1974–1976) та 38-ї загальновійськової армії (1979–1982).

## Життєпис
Анатолій Бєлих народився у селищі Луганове Кіровської області в родині селян. В 1952 році закінчив Рязанське піхотне училище. Проходив службу в Прикордонних військах МВС Прибалтійського та Ленінградського військових округів, обіймаючи посади командира взводу маневрової групи, командира автомобільного взводу та ад'ютанта начальника військ МВС управління Прикордонних військ МВС Ленінградського військового округу.
З вересня 1954 по липень 1958 року навчався у військовій академії зв'язку ім. С. М. Будьонного в Ленінграді. З липня 1964 по серпень 1970 року перебував у розташуванні Групи радянських військ у Німеччині на посадах начальника штабу — заступника командира окремого батальйону зв'язку та начальника штабу — заступника командира окремого полку зв'язку.
З серпня 1970 року — командир 55-го окремого полку зв'язку Прикарпатського військового округу. У квітні 1974 року був призначений начальником військ зв'язку 13-ї загальновійськової армії.
З квітня 1976 по вересень 1979 року — військовий радник при начальнику зв'язку Монгольської Народної Армії. Після повернення з Монголії обіймав посаду начальника військ зв'язку 38-ї загальновійськової армії Прикарпатського військового округу. З лав Радянської армії звільнився у 1982 році, після чого аж до 1993 року працював інструктором в Рівненському ДТСААФ, а за тим методистом з допризовної підготовки та військово-патріотичного виховання Рівненського обласного інституту вдосконалення вчителів.
Помер Анатолій Бєлих 9 травня 2009 року. Похований в Рівному.

## Нагороди
- Медаль «В ознаменування 100-річчя з дня народження Володимира Ілліча Леніна»
- Медаль «40 років Збройних Сил СРСР»
- Медаль «40 років Збройних Сил СРСР»
- Медаль «За бездоганну службу» (СРСР) I ст.
- Медаль «За бездоганну службу» (СРСР) II ст.
- Медаль «За бездоганну службу» (СРСР) III ст.
- Медаль «Дружба» (МНР)